# Venerabilem
Die Dekretale Venerabilem ist ein päpstlicher Erlass von Innozenz III. aus dem Jahre 1202, in der der Papst für sich das Recht beanspruchte, in die Königswahl einzugreifen und auch die Eignung der Kandidaten zu prüfen. Insofern wurde darin das päpstliche Approbationsrecht für die Person des Kaisers statuiert. Das Schreiben ist an den Herzog von Zähringen gerichtet und im Thronstreitregister des Papstes (Reg. Vat. 6) enthalten. Es wurde in den Liber Extra, die Dekretalensammlung Gregors IX., aufgenommen (X 1.6.34).
Diese Dekretale ist nicht zu verwechseln mit der im selben Jahr von Innozenz III. veröffentlichten Dekretale Per Venerabilem.